# カワサキ・VN400バルカン
VN400バルカン (英: Vulcan) は、川崎重工業モーターサイクル&エンジンカンパニーが製造・発売していたクルーザー（アメリカン）タイプのオートバイの車種。
本稿では、同社「バルカン」シリーズのうち、VN400系の各モデルを「VN400バルカン」シリーズとして解説する。

## 概要
バルカン（VN400A型）は1995年に発売された。
先代モデルに相当する並列2気筒エンジン搭載のEN系「EN400」（EN400C型）からのフルモデルチェンジとなる。
VN400系バルカンは、同年12月に国内発売されたバルカン800と共通の車体をもち、ともにバンク角55度のV型2気筒エンジンを搭載する。バルカン800がシリンダーボア88.0 mmのピストンストローク66.2 mmであるのに対し、バルカン400ではストロークは同一ながらボア62.0 mmとなり、低速トルク重視のロングストローク型エンジンとなっている。
派生モデルとして「バルカンII」（VN400B型）、「バルカンクラシック」（VN400C型）、「バルカンドリフター」（VN400D型）などがある。
シリーズとしては2004年を最後に販売終了となり、以後カワサキの400 ccクラスのアメリカンモデルはラインナップが途絶えている。

## モデル一覧

### VULCAN（VN400A）
1995年2月に初期型が発売され、1998年まで販売された。
前輪21インチ後輪16インチのスポークホイールを採用。プルバックハンドル仕様。
仕様沿革
- 1995年：VN400-A1
- 1996年：VN400-A2
- 1997年：VN400-A3
- 1998年：VN400-A4

### VULCAN-II（VN400B）
1995年2月に初期型が発売され、1998年まで販売された。
前輪21インチ後輪16インチのスポークホイールを採用。フラットハンドル仕様。
仕様沿革
- 1995年：VN400-B1
- 1996年：VN400-B2
- 1998年：VN400-B4

### VULCAN Classic（VN400C）
1995年12月に初期型が発売され、2003年に最終型を発売し、2004年まで販売された。
前輪16インチ後輪16インチのスポークホイールを採用。
仕様沿革
- 1996年：VN400-C1
- 1997年：VN400-C2
- 1999年：VN400-C4
- 2000年：VN400-C5
- 2001年：VN400-C6
- 2002年：VN400-C7
- 2003年：VN400-C8

### VULCAN Drifter（VN400D）
1999年3月に初期型が発売され、2002年に最終型を発売し、2004年まで販売された。
前輪16インチ後輪16インチのスポークホイールを採用。ホイールを半ばまで覆うディープフェンダーが特徴であり、特にリアフェンダーはスイングアームに固定され独特なスタイルとなっている。
仕様沿革
- 1999年：VN400-D1
- 2000年：VN400-D2
- 2001年：VN400-D3
- 2002年：VN400-D4